# Çanaqçı (Gədəbəy)
Çanaqçı è un comune dell'Azerbaigian situato nel distretto di Gədəbəy. Conta una popolazione di 1 571 abitanti.